# Thelypteris elegantula
Thelypteris elegantula är en kärrbräkenväxtart som först beskrevs av Sod., och fick sitt nu gällande namn av Arthur Hugh Garfit Alston. Thelypteris elegantula ingår i släktet Thelypteris och familjen Thelypteridaceae. Inga underarter finns listade.